# Pieve di Mezzate
La pieve di Mezzate o pieve dei Santi Pietro e Paolo di Mezzate (in latino: Plebis Mezzatensis o Plebis Sanctorum Petri et Pauli Mezzatensis) era il nome di un'antica pieve dell'arcidiocesi di Milano e della Ducato di Milano con capoluogo Mezzate, oggi frazione di Peschiera Borromeo, distinguendosi come una delle più piccole plebanìe dell'area lombarda, tanto da essere oggi riunita in un unico comune.
I patroni sono i santi Pietro e Paolo a cui è ancora adesso dedicata la chiesa prepositurale di Mezzate.

## Storia
Il primo documento storico che attesta l'esistenza della pieve di Mezzate è il "Liber Notitiae Sanctorum Mediolanensis" di Goffredo da Bussero, il quale cita già la presenza di quattro chiese nel territorio plebano e l'istituzione di Mezzate come capopieve. Il capoluogo costituiva uno dei primi punti di posta al quinto miglio sulla strada di Linate, come era chiamata nel medioevo l’attuale strada statale 415 Paullese e antica via Regina.  La pieve aveva da sempre mantenuto dimensioni piuttosto circoscritte e nel XV secolo permanevano solo sei canonici oltre al prevosto nella collegiata e quattro rimanevano sempre le parrocchie sottoposte alla cura d'anime di Mezzate.
Col primo Rinascimento la pieve assunse anche una funzione amministrativa civile come ripartizione locale della Provincia del Ducato di Milano, al fine di ripartire i carichi fiscali e provvedere all'amministrazione della giustizia.
Anche questa pieve ecclesiastica, come altre a partire dal Cinquecento, dovette uniformarsi al costume del vicariato che andò a sostituirsi quasi completamente all'attività plebana, introducendone la sua decadenza.
Dal punto di vista civile, fu solo nell'anno 1797 che la pieve amministrativa venne soppressa in seguito all'invasione di Napoleone e alla conseguente introduzione di nuovi ma effimeri distretti.
In ambito religioso, date le ridotte dimensioni e la crescita ben maggiore di altri centri nella stessa area, nel 1938 la sede plebana venne trasferita per opera del cardinale Alfredo Ildefonso Schuster dalla prepositurale di Mezzate a quella di Linate al Lambro che venne costituita pieve per una cinquantina d'anni prima delle soppressioni degli anni settanta. Il suo antico territorio ricade nel decanato di San Donato-Peschiera Borromeo e comprende 4 parrocchie.

## Territorio
Nella seconda metà del XVIII secolo, dopo l'aggregazione di Canzo a Mezzate, il territorio della pieve era così suddiviso:
| Pieve civile        | Pieve ecclesiastica                                          |
| Comune di Mezzate   | Parrocchia prepositurale dei Santi Pietro e Paolo            |
| Comune di Linate    | Parrocchia di Sant'Ambrogio                                  |
| Comune di Peschiera | Parrocchia dei Santi Cosma e Damiano Parrocchia di San Bovio |